# Sempervivum octopodes
Sempervivum armenum és una espècie de planta amb flors de la família de les crassulàcies (Crassulaceae) del gènere Sempervivum.

## Descripció
Sempervivum octopodes creix com una roseta i les seves rosetes són corbades o semiobertes i d'uns 1 a 2 cm de diàmetre amb fulles carnoses que són oblanceolades o obovades, subobtuses, poc acuminades. Les fulles de la roseta són densament pubescents a la cara adaxial i la cara abaxial de les fulles, els marges amb cilis glandulars es fan més llargs cap als àpexs de color marró vermellós. Els seus estolons són marrons i són llargs i prims de fins a 7 cm de llargada. Les tiges florals són esveltes, de 9 cm d'alçada i la inflorescència és de poques flors i compacta. Els seus sèpals són de color vermellós-porpra, amb pètals grocs amb una taca vermella pàl·lida a la base. Els filaments són vermellosos-porpra i les seves anteres són grogues.

## Distribució i hàbitat
Sempervivum octopodes és una espècie molt rara tant a la natura com en cultiu. Va ser descobert originalment pel Dr. R. Seligman l'any 1929 on creix a les esquerdes d'un aflorament de roca volcànica per sobre d'un petit llac en el camí fins al cim del mont Pelister, prop de Bítola a Macedònia del Nord.
En el seu hàbitat creix a les vores de les roques d'esquist de mica i a les vores de les grans pedres, sovint entre herba i pedra; a una altitud de 2600 m.

## Taxonomia
Sempervivum octopodes va ser descrita per William Bertram Turrill i publicat a The Gardeners' Chronicle & Agricultural Gazette 52: 303, a l'any 1937.
Etimologia
Sempervivum: nom compost per a dues paraules llatines Semper ("sempre") i vivus ("vivent"). Són Sempervivum a causa de ser plantes perennes que mantenen les fulles a l'hivern, i ser força resistents a condicions dificultoses de creixement.
octopodes: epítet llatí